# Condado de York (Nebraska)
El condado de York (en inglés, York County) es un condado del estado de Nebraska, Estados Unidos. Según el censo de 2020, tiene una población de 14 125 habitantes.
La sede del condado es York.

## Geografía
Según la Oficina del Censo, el condado tiene una superficie total de 1492 km², de los que 1483 km² son tierra y 9 km² son agua.

## Condados adyacentes
- Condado de Seward - este
- Condado de Fillmore - sur
- Condado de Hamilton - oeste
- Condado de Polk - norte
- Condado de Butler - noreste
- Condado de Clay - suroeste
- Condado de Saline - sureste

## Demografía
Según el censo del 2000, los ingresos promedio de los hogares del condado eran de 37.093 dólares y los ingresos promedio de las familias eran de 44.741 dólares. Los hombres tenían unos ingresos anuales de 30.658 dólares frente a 19.874 dólares que percibían las mujeres. Los ingresos por habitante eran de 17.670 dólares. Alrededor de un 8,50% de la población estaba bajo el umbral de pobreza nacional.
De acuerdo con la estimación 2016-2020 de la Oficina del Censo, los ingresos promedio de los hogares del condado son de 63.105 dólares y los ingresos promedio de las familias son de 78.187 dólares. Los ingresos per cápita en los últimos doce meses, medidos en dólares de 2020, son de 34.259 dólares. Alrededor de un 8,6% de la población está bajo el umbral de pobreza nacional.

## Ciudades y pueblos
- Benedict
- Bradshaw
- Gresham
- Henderson
- Lushton
- McCool Junction
- Thayer
- Waco
- York